# Barfi!
Barfi! é um filme de drama indiano de 2012 dirigido e escrito por Anurag Basu. Foi selecionado como representante da Índia à edição do Oscar 2013, organizada pela Academia de Artes e Ciências Cinematográficas.

## Elenco
- Ranbir Kapoor - Murphy "Barfi" Bahadur
- Priyanka Chopra - Jhilmil Chatterjee
- Ileana D'Cruz - Shruti Ghosh Sengupta
- Saurabh Shukla - Senior Inspector Sudhanshu Dutta
- Akash Khurana - Jung Bahadur